# Plutos femlingar
Plutos femlingar (engelska: Pluto's Quin-Puplets) är en amerikansk animerad kortfilm med Pluto från 1937.

## Handling
Pluto är hemma och sitter barnvakt åt ungarna, medan Fifi är ute och letar efter mat. Men att se efter fem små valpar som är busiga och inte kan sitta stilla visar sig vara en svår uppgift för Pluto.

## Om filmen
Filmen hade svensk premiär den 13 december 1937 på Sture-Teatern i Stockholm som innehåll i kortfilmsprogrammet Walt Disney ritar och berättar.Filmen hade svensk premiär den 13 december 1937 på biografen Sture-Teatern i Stockholm, som innehåll i kortfilmsprogrammet Walt Disney ritar och berättar, tillsammans med Säg det med ukulele, Klockan klickar, En pratstund med femlingarna Dionne (ej Disney) och Den gamla kvarnen. Den separata kortfilmen gick då under titeln Plutos femlingar. En alternativ titel till filmen är Plutos valpar.

## Rollista
- Pinto Colvig – Pluto[5]